# Basiptera castaneipennis
Basiptera castaneipennis é uma espécie de coleóptero da tribo Basipterini (Cerambycinae); com distribuição na Argentina e Paraguai.

## Sistemática
- Ordem Coleoptera
  - Subordem Polyphaga
    - Infraordem Cucujiformia
      - Superfamília Chrysomeloidea
        - Família Cerambycinae
          - Subfamília Cerambycinae
            - Tribo Basipterini
              - Gênero Basiptera
                - B. castaneipennis Thomson, 1864